# Río Pauyo
Der Río Pauyo ist ein etwa 153 km langer linker Nebenfluss des Río Panya in Ost-Peru. Er durchquert den zentralen Westen der Provinz Ucayali in der Region Loreto in überwiegend südlicher Richtung.

## Flusslauf
Der Río Pauyo entspringt im äußersten Westen des Distrikts Pampa Hermosa auf einer Höhe von etwa 900 m in der Cordillera Azul, einem Gebirgszug der peruanischen Ostkordillere. Der Río Pauyo durchquert eine von Höhenkämmen umschlossene Beckenlandschaft und weist dabei ein teils stark mäandrierendes Verhalten mit zahlreichen Flussschlingen auf. Er fließt anfangs nach Süden. Schon nach 15 km passiert der Fluss die am rechten Flussufer gelegene Ortschaft Nuevo Loreto. Nach etwa 70 km wendet sich der Río Pauyo nach Südosten. Auf den letzten 20 Kilometern fließt er nach Osten. Schließlich trifft der Río Pauyo auf den von Süden heranfließenden Río Panya. Die Mündung liegt auf einer Höhe von ungefähr 370 m.

## Einzugsgebiet und Hydrologie
Der Río Pauyo entwässert ein Areal von ungefähr 1620 km². Es liegt vollständig innerhalb des Distrikts Pampa Hermosa. Das untere Einzugsgebiet liegt innerhalb des Nationalparks Cordillera Azul. Dagegen liegt das Einzugsgebiet oberhalb von Flusskilometer 67 außerhalb des Nationalparks. In diesem Gebiet befinden sich mehrere Siedlungen sowie die Ortschaft Nuevo Loreto. Außerdem gibt es dort zahlreiche gerodete Flächen.